# Мари Лъв
Мари Лъв (на английски: Marie Luv) е артистичен псевдоним на американската порнографска актриса и модел Quiana Marie Bryant, родена на 1 ноември 1981 г. в град Хациенда Хайтс, Калифорния. Дебютира като актриса в порнографската индустрия през 2000 г., когато е на 19-годишна възраст. Тя е сестра на гей порно актьора Nick Da'Kannon.

## Награди
- 2007 AVN награда – Най-добра групова секс сцена, видео - Fashionistas Safado: The Challenge.[2]
- 2008 Urban X награда (съвместна награда) – Най-добър анален изпълнител[3]
- 2010 XRCO награда – Unsung Siren[4]